# Chep
CHEP er en global virksomhed, der tilbyder leasing af paller i en såkaldt pooling service. Det betyder, at den enkelte virksomhed, der har behov for paller i forbindelse med transport af gods og varer, lejer de nødvendige paller af CHEP i stedet for at købe dem. CHEP servicerer virksomheder overalt i verden, primært inden for industrien (fremstillingsindustrien) og detailhandlen og i disse industriers forsyningskæder. 
CHEP tilbyder træ- og plastik-paller, mindre display-paller og IBC-containere. Produkterne er letgenkendelige på deres blå farve og CHEP-logo.
CHEP er ejet af Brambles Limited; I Danmark har CHEP hovedsæde i Køge
CHEP er en udløber af Allied Materials Handling Standing Committee (AMHSC), en organisation nedsat af den australske regering. Organisation skulle under 2. verdenskrig sørge for en effektiv håndtering af forsyninger til forsvaret. Da krigen sluttede i 1945, og amerikanerne drog tilbage til USA, efterlod de en stor mængde materiel på deres baser i Australien. Med dette militær-materiel og en vel-etableret infrastruktur besluttede Commonwealth-regeringen i Australien at fortsætte støtten til organisationen efter krigen til gavn for den nationale økonomi. I 1949 besluttede en ny regering anført af Liberal Party of Australia at privatisere organisationen og gav mandat til salget af Commonwealth Handling Equipment Pool organisation, deraf navnet
Brambles Limited er en virksomhed stiftet i 1875 af Walter Edwin Bramble med ekspertise i industrien for håndtering af materiel. Bramles opkøbte 24. april 1958 CHEP. Brambles er børsnoteret på Australian Securities Exchange.
CHEP opererer i 49 lande, har over 7.000 ansatte og håndterer over 285 millioner paller og containere.